# Rychwał (gmina w województwie łódzkim)
Rychwał (do 1870 i od 1921 miasto Rychwał) – dawna gmina o nieuregulowanym statusie istniejąca w latach 191?-1921 w woj. łódzkim. Siedzibą władz gminy była osada miejska Rychwał.
Do 30 maja 1870 Rychwał był miastem i stanowił odrębną gminę miejską; po odebraniu praw miejskich i przekształceniu w osadę, miejscowość została włączona do gminy Dąbroszyn (powiat koniński, gubernia kaliska).
Podczas I wojny światowej władze zaborcze przywróciły Rychwałowi samorząd miejski, lecz miejscowość nie została uwzględniona w dekrecie z 4 lutego 1919 o samorządzie miejskim, ani w jego uzupełnieniach. Ponieważ Rychwał nie wrócił do kategorii osad i nadal rządził się ustawą okupacyjną stanowił jednostkę o nieuregulowanym statusie. Jako gmina nie-miejska jednostka formalnie przestała funkcjonować z dniem 1 sierpnia 1921 roku w związku z zaliczeniem Rychwała do miast (gmin miejskich).